# Gare de Sucé-sur-Erdre
La gare de Sucé-sur-Erdre est une gare ferroviaire française de la ligne de Nantes-Orléans à Châteaubriant, située sur le territoire de la commune de Sucé-sur-Erdre, dans le département de la Loire-Atlantique, en région Pays de la Loire.
La gare est mise en service en 1877 par la Compagnie du chemin de fer de Paris à Orléans (PO) et fermée en 1980 par la Société nationale des chemins de fer français (SNCF). Elle est rouverte en 2014 du fait de la refonte et de la réactivation de la ligne pour son utilisation par le tram-train du TER Pays de la Loire.

## Situation ferroviaire

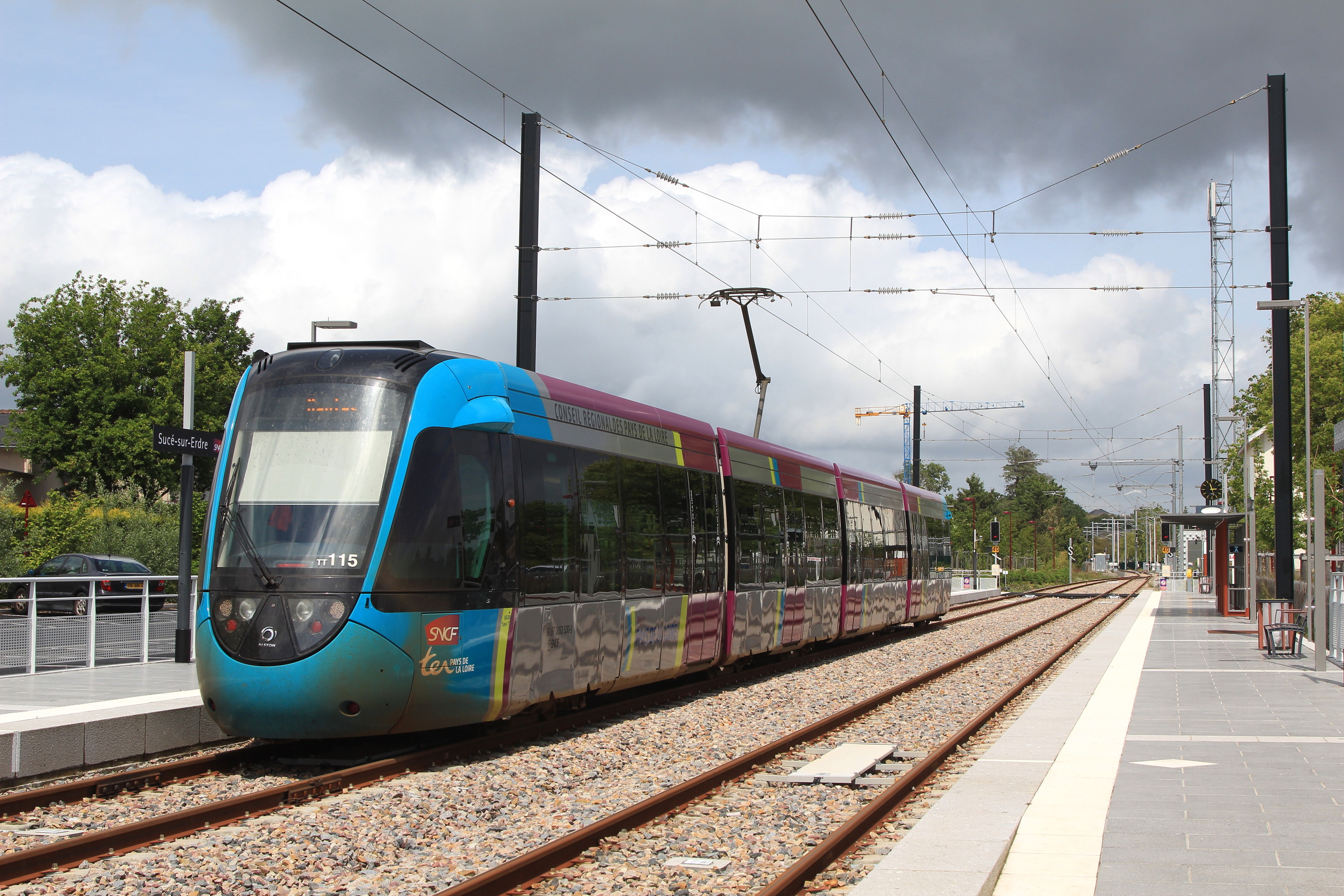
Un tram-train faisant terminus et origine en gare.

Établie à 23 mètres d'altitude, la gare de Sucé-sur-Erdre est située au point kilométrique (PK) 444,980 de la ligne de Nantes-Orléans à Châteaubriant, entre les gares ouvertes de La Chapelle-Aulnay et de Nort-sur-Erdre. Elle est séparée de cette dernière par la gare aujourd'hui fermée de Casson. Avant sa réouverture en 2014, elle était située au PK 445,063.
C'est une gare permettant le croisement des tram trains par deux voies à quai.

## Histoire
La création d'une station à Sucé-sur-Erdre est officiellement décidée, le 11 juillet 1874, par le ministre des travaux publics lorsqu'il approuve le projet d'implantations de cinq stations sur le tracé de la ligne de Nantes à Châteaubriant.

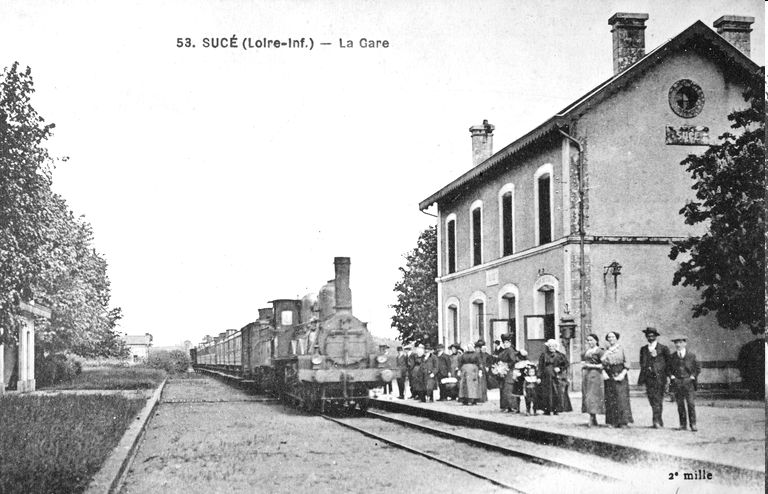
La gare vers 1900.

Construite par la Compagnie du chemin de fer de Paris à Orléans, la gare de Sucé-sur-Erdre est mise en service le 23 décembre 1877 lors de l'inauguration de la ligne de Nantes à Châteaubriant.
Elle dispose du bâtiment voyageurs type de la ligne. Sur une base rectangulaire, c'est un bâtiment à quatre ouvertures avec un étage sous combles et toiture à longs pans couverte en ardoise.
La gare est fermée le 31 mai 1980, en même temps que la relation commerciale Nantes - Châteaubriant, après le passage du dernier train, assuré par un autorail de type X 2400.
Dans le cadre de la réouverture de la ligne qui a eu lieu le 28 février 2014, la gare a été réaménagée à proximité immédiate de l'ancien bâtiment voyageurs, acheté dès sa fermeture par la mairie, qui est conservé et qui accueille désormais la « Maison des Associations ». La gare possédait une halle des marchandises qui a servi de stockage pour les services techniques avant d'être détruite en 2011.
En outre, des travaux importants ont été effectués afin de permettre la création d'une voie d'évitement et d'une voie « en tiroir » pour le remisage de rames.

## Service des voyageurs

### Accueil

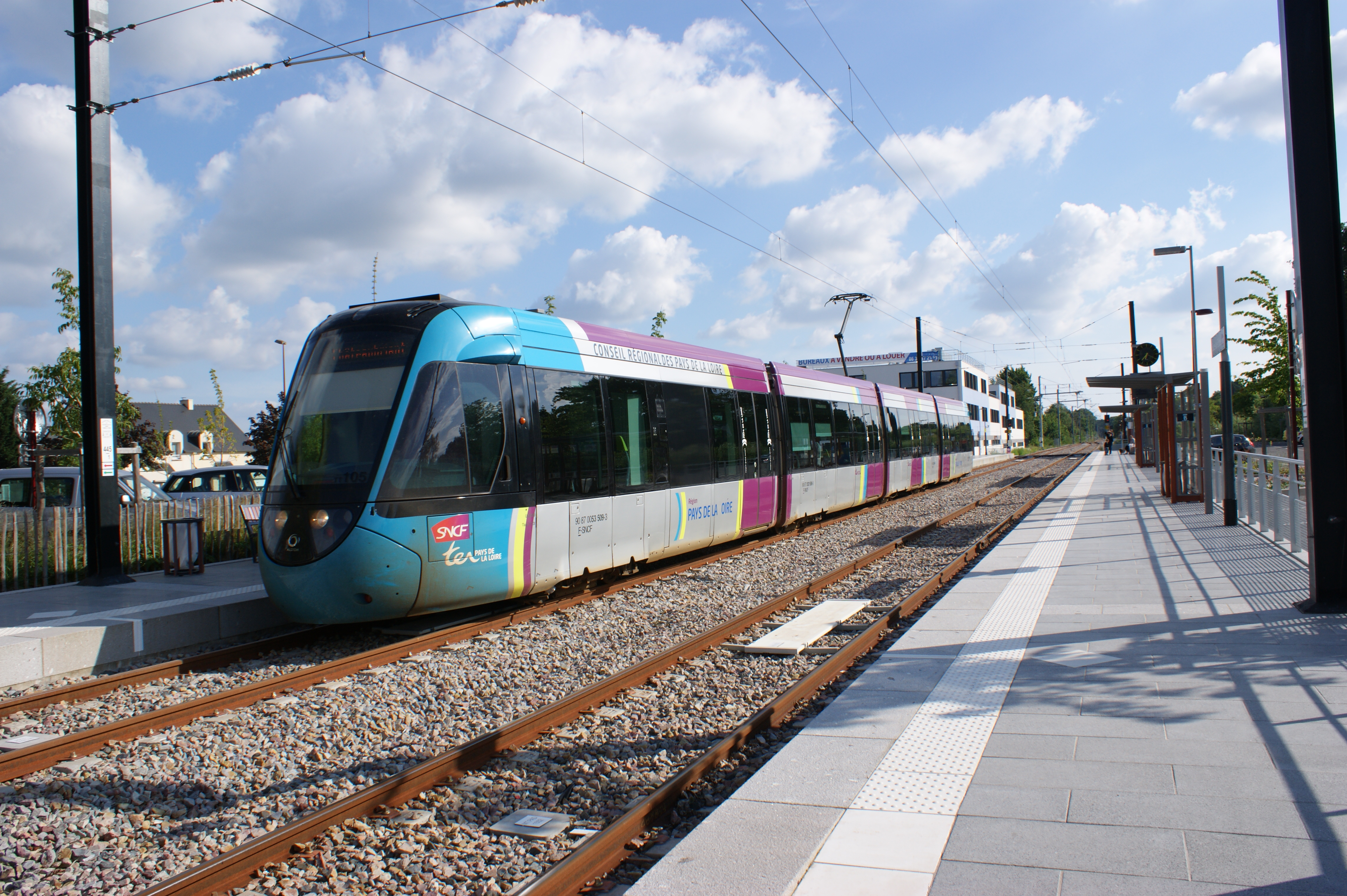
Desserte par un tram train venant de Nantes.

Halte SNCF, c'est un point d'arrêt non géré (PANG) à entrée libre, équipé d'un distributeur automatique de billets régionaux. Elle est accessible aux personnes à la mobilité réduite.

### Desserte
Sucé-sur-Erdre est desservie par des trains régionaux TER Pays de la Loire à destination et en provenance de Nantes. Certains trains sont prolongés ou amorcés en gare Nort-sur-Erdre ou de Châteaubriant. Le trajet est effectué en 40 minutes environ vers Châteaubriant, en 30 minutes environ vers Nantes.

### Intermodalité
Un parc à vélos de 44 places et un parking pour les véhicules de 295 places y sont aménagés. La ligne 347 du réseau d'autocars régional Aléop reliant la gare à Casson offre une correspondance pour certaines relations ferroviaires en provenance ou à destination de Nantes,.

Installations
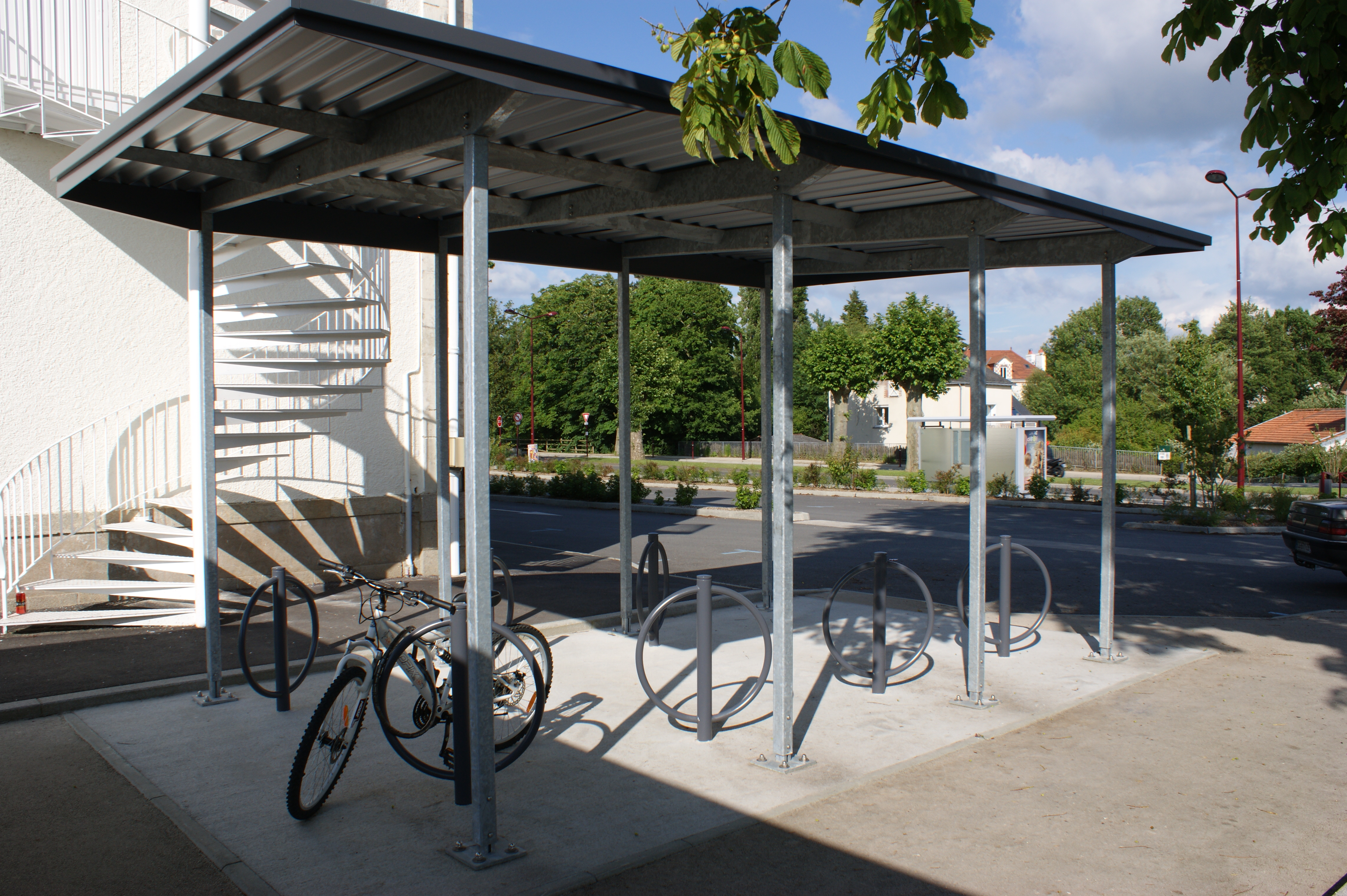
Parc à vélos ouvert.
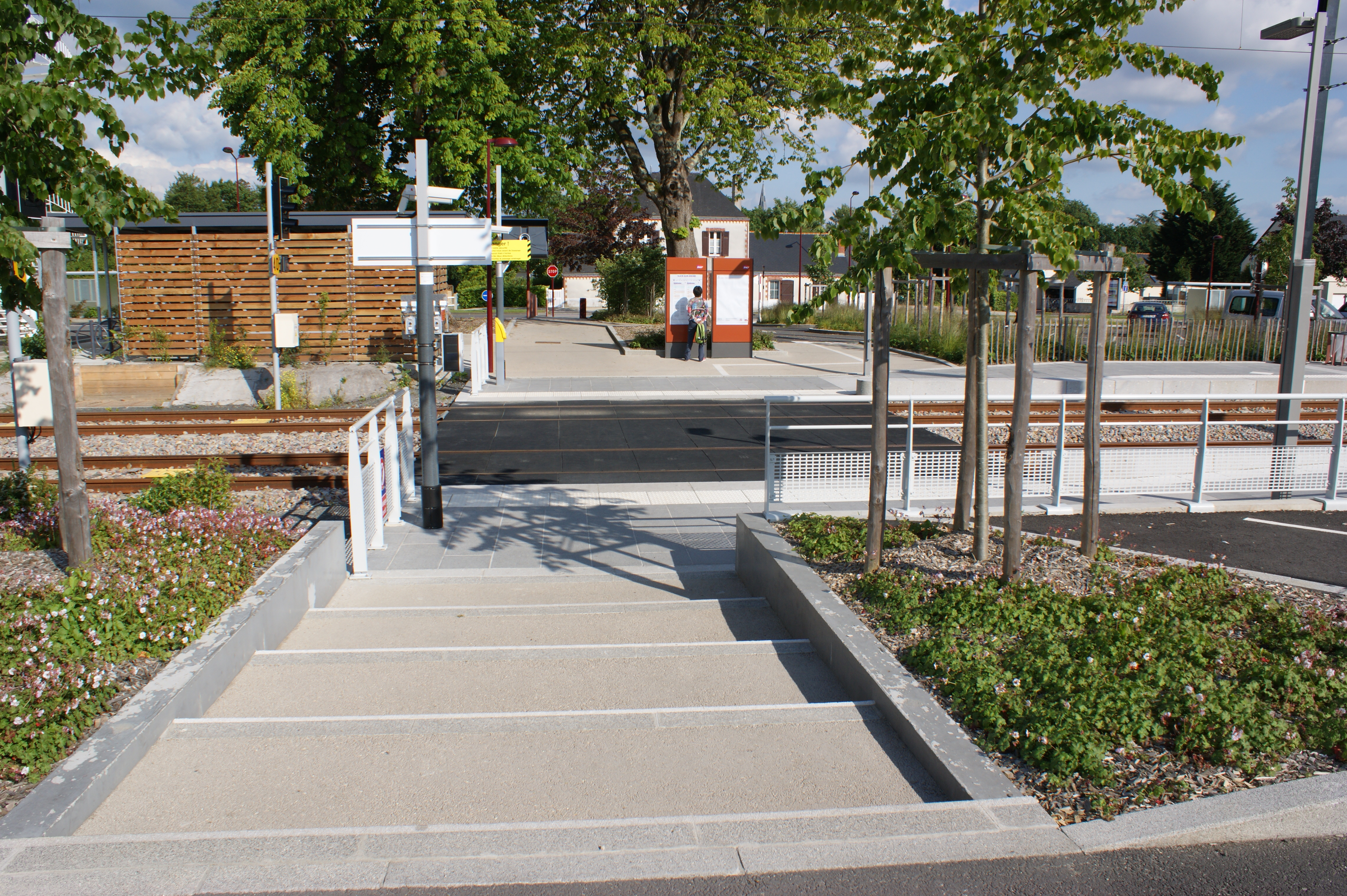
Accès et passage planchéié.
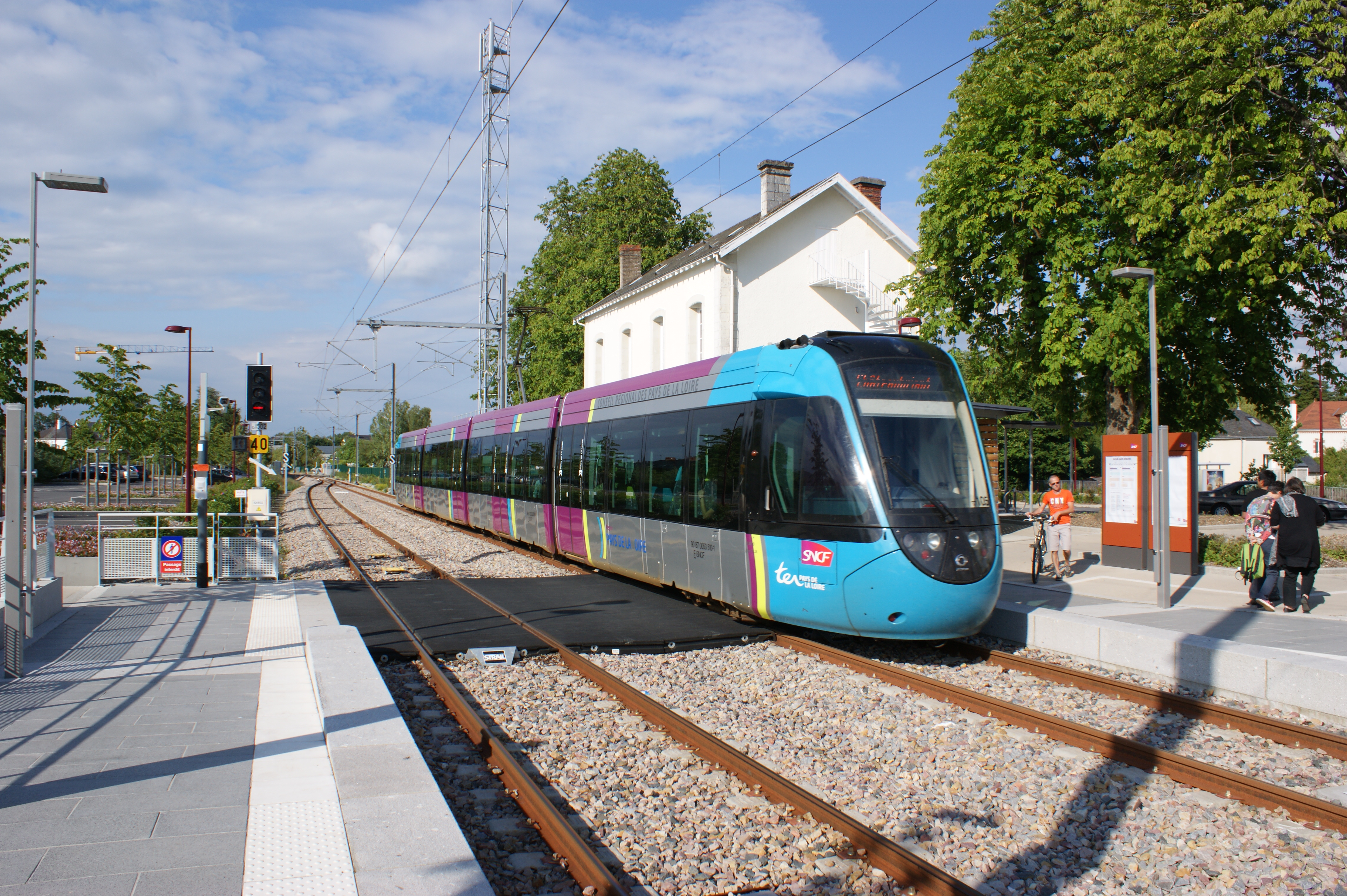
Départ tram train pour Châteaubriant.